# Jane Mayer
Pour les articles homonymes, voir Mayer.
Jane Meredith Mayer (née en 1955 à New York) est une journaliste d'enquête et une essayiste américaine. Elle publie des articles dans les pages du New Yorker depuis 1995. Dans les années 2010, elle publie des articles sur l'argent en politique américaine, les poursuites judiciaires du gouvernement fédéral américain contre les lanceurs d'alerte, le programme de drones Predator du gouvernement américain, l'écrivain fantôme de Donald Trump et Robert Mercer, homme d'affaires qui a financièrement soutenu Donald Trump lors de sa course à la présidence des États-Unis en 2016. Son livre Dark Money : The Hidden History of the Billionaires Behind the Rise of the Radical Right (en), publié en 2016 chez Doubleday et apparu sur la New York Times Best Seller list de 2016, analyse les réseaux politique et financier des frères Koch, des milliardaires conservateurs.

## Biographie
Jane Meredith Mayer naît en 1955 à New York.
En 1992, elle épouse William Hamilton, qui travaille comme éditorialiste au Washington Post.
Dans les années 2010, elle est surtout connue en tant que journaliste d'enquête pour le compte du New Yorker,.